# 中洲川端駅
中洲川端駅（なかすかわばたえき）は、福岡県福岡市博多区上川端町にある福岡市交通局（福岡市地下鉄）の駅である。
空港線と箱崎線の2路線が乗り入れており、箱崎線は当駅が起点である。駅番号は空港線がK09、箱崎線がH01。
駅のシンボルマークは福岡市出身のグラフィックデザイナー、西島伊三雄がデザインしたもので「中」（洲）「川」（端）の2文字を法被模様にデザインしたものである。
貝塚駅が管理し、JR西日本中国メンテック福岡支店が駅業務を受託する業務委託駅である。

## 歴史
- 1982年（昭和57年）4月20日：福岡市地下鉄1号線の天神駅 - 当駅間の延伸開業および同2号線の当駅 - 呉服町駅間の開業に伴い、1号線の終着駅および2号線の始発駅として開設[2]。
- 1983年（昭和58年）3月22日：1号線の当駅 - 博多駅[3]間が延伸開業し、当駅は1号線の途中駅となる[2]。
- 1993年（平成5年）3月3日：1号線の博多駅 - 福岡空港駅間が延伸開業[2]。1号線に空港線、2号線に箱崎線の愛称が付く。
- 2009年（平成21年）4月1日：業務委託駅となる[4]。

## 駅構造
明治通り直下に位置し、地下1階がコンコース、地下2階が箱崎線のホーム、地下3階が空港線のホームとなっている。空港線姪浜方面 - 箱崎線方面が先に開通したため、こちらのホームから番号が振られ本来の本線にあたる空港線姪浜方面 - 福岡空港方面のホームより浅い位置にある。
ホーム中央の2箇所に乗り換え用の階段が設置してあり、地下2階では3号車と5号車に、地下3階では2号車と4号車に接続している。
地下2階・3階共に天神方に引き上げ線があり、箱崎線内折り返し列車についてはこれを使って折り返すことが多い（一部は中洲川端止まりの列車が呉服町方の渡り線を利用して1番のりばに到着し、そのまま折り返し貝塚行きになる列車もある）。空港線の引き上げ線は輸送障害発生時に使用されることがある。

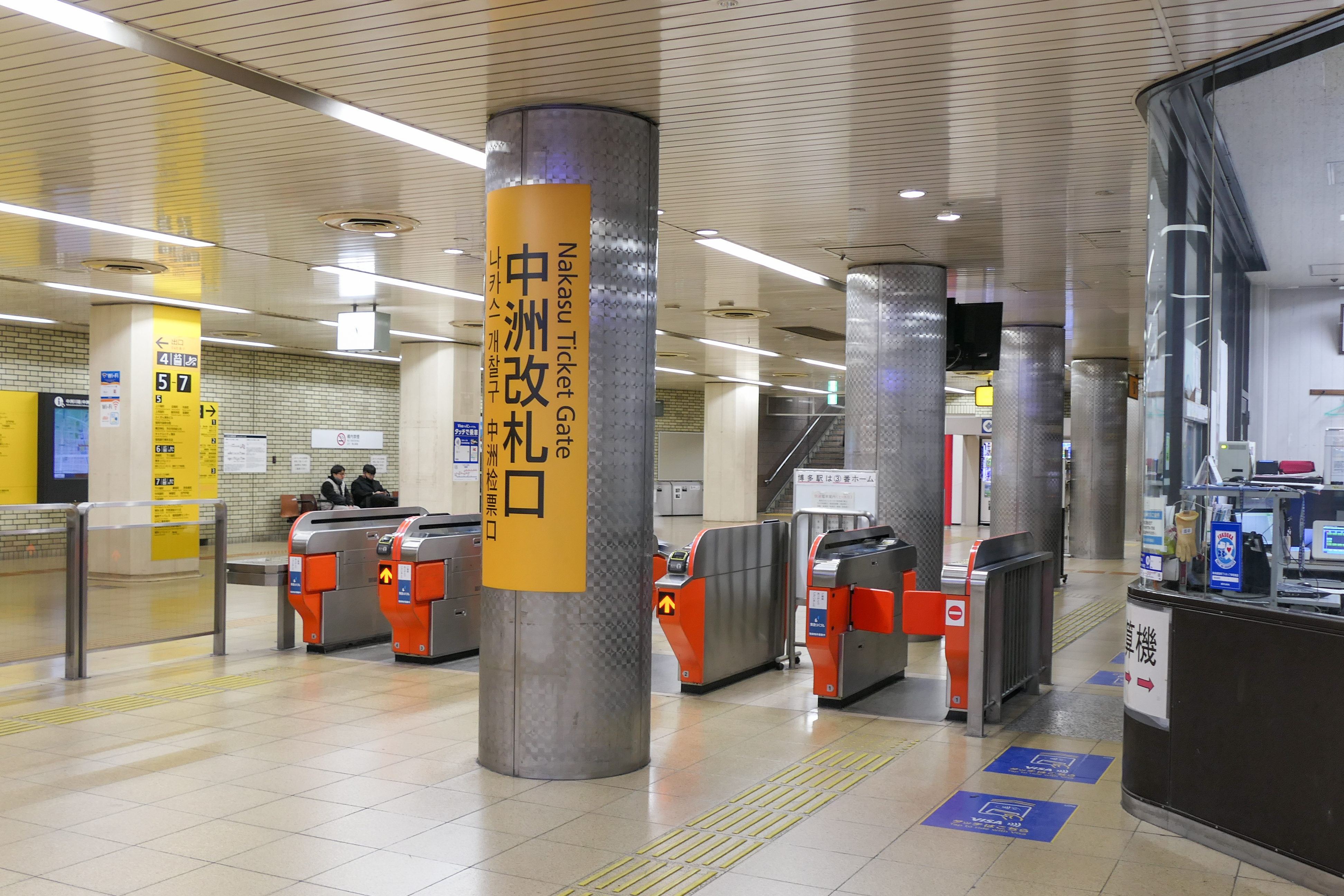
中州改札口（2022年12月）
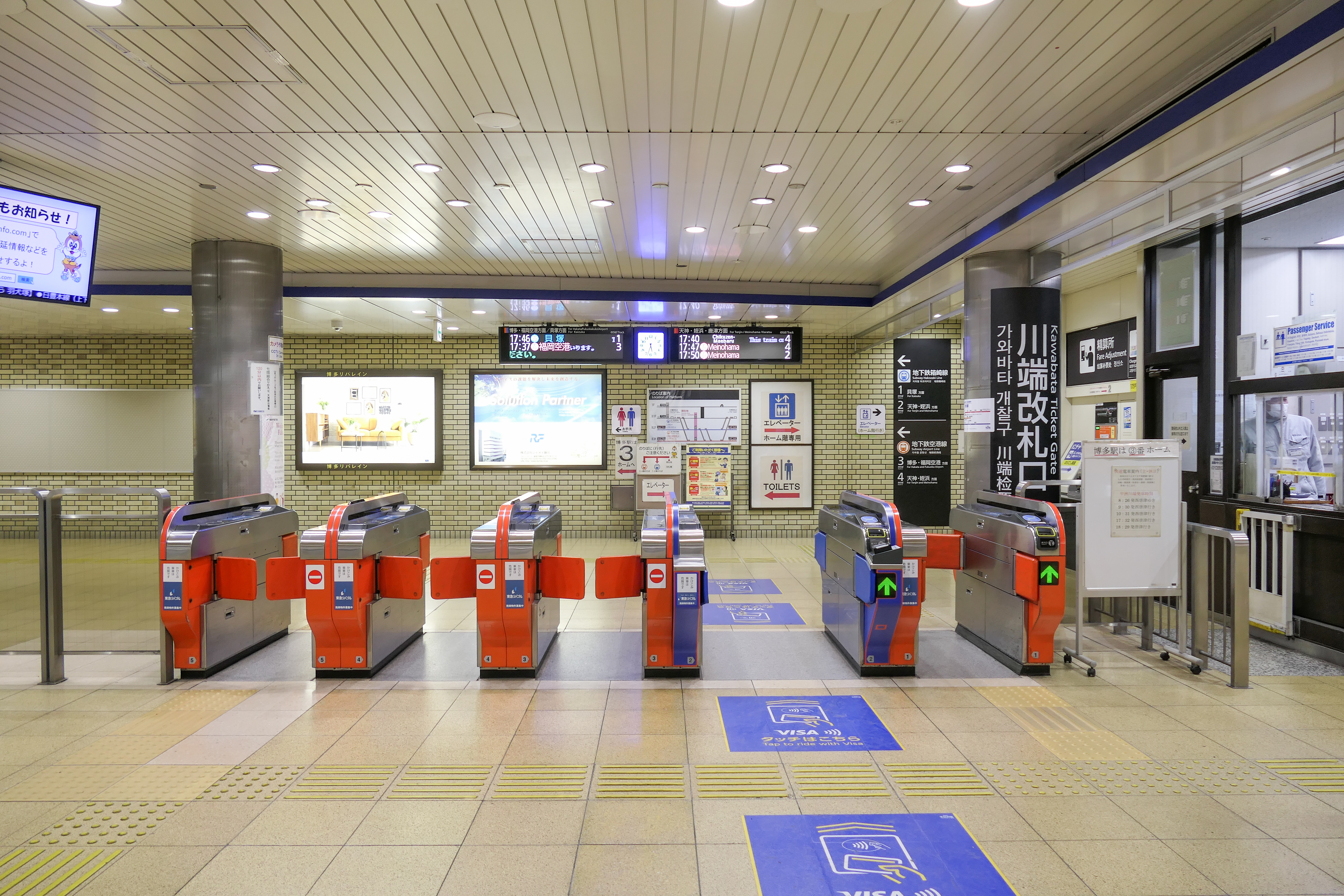
川端改札口（2022年12月）
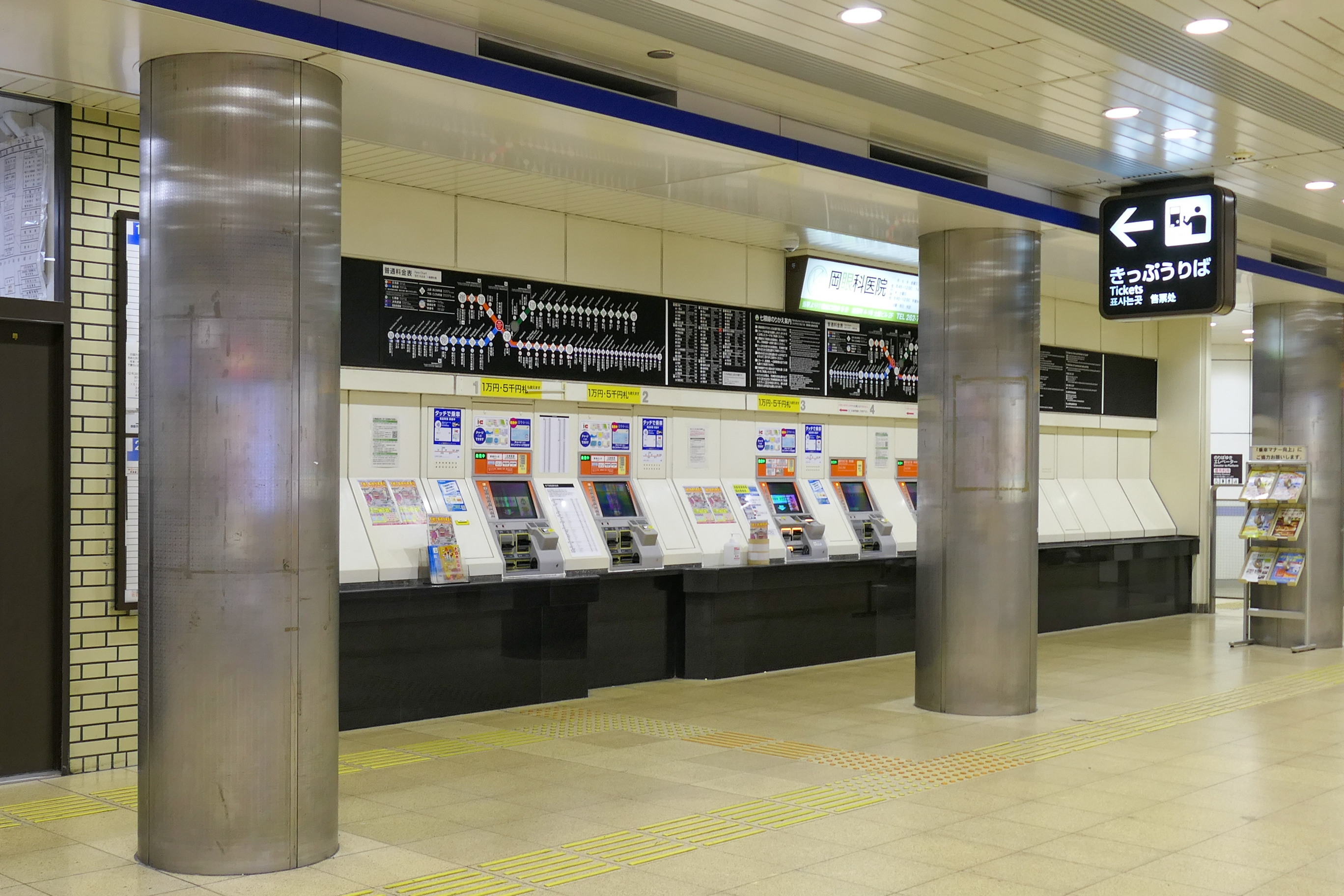
切符売り場（2022年12月）

| 地階    | 出入口                       | 出入口                                                                |
| 地下1階 | コンコース階                 | コンコース、案内所、自動券売機、自動改札口                            |
| 地下1階 | コンコース階                 | トイレ（改札内）                                                      |
| 地下2階 | 1番ホーム                    | ■箱崎線 貝塚方面（呉服町駅）→                                         |
| 地下2階 | 島式ホーム、右側のドアが開く |                                                                       |
| 地下2階 | 2番ホーム                    | ←■空港線 姪浜・唐津方面（天神駅） ←■箱崎線 降車専用ホーム、到着後回送 |
| 地下3階 | 3番ホーム                    | ■空港線 福岡空港方面（祇園駅）→                                       |
| 地下3階 | 島式ホーム、右側のドアが開く |                                                                       |
| 地下3階 | 4番ホーム                    | ←■空港線 姪浜・唐津方面（天神駅）                                     |

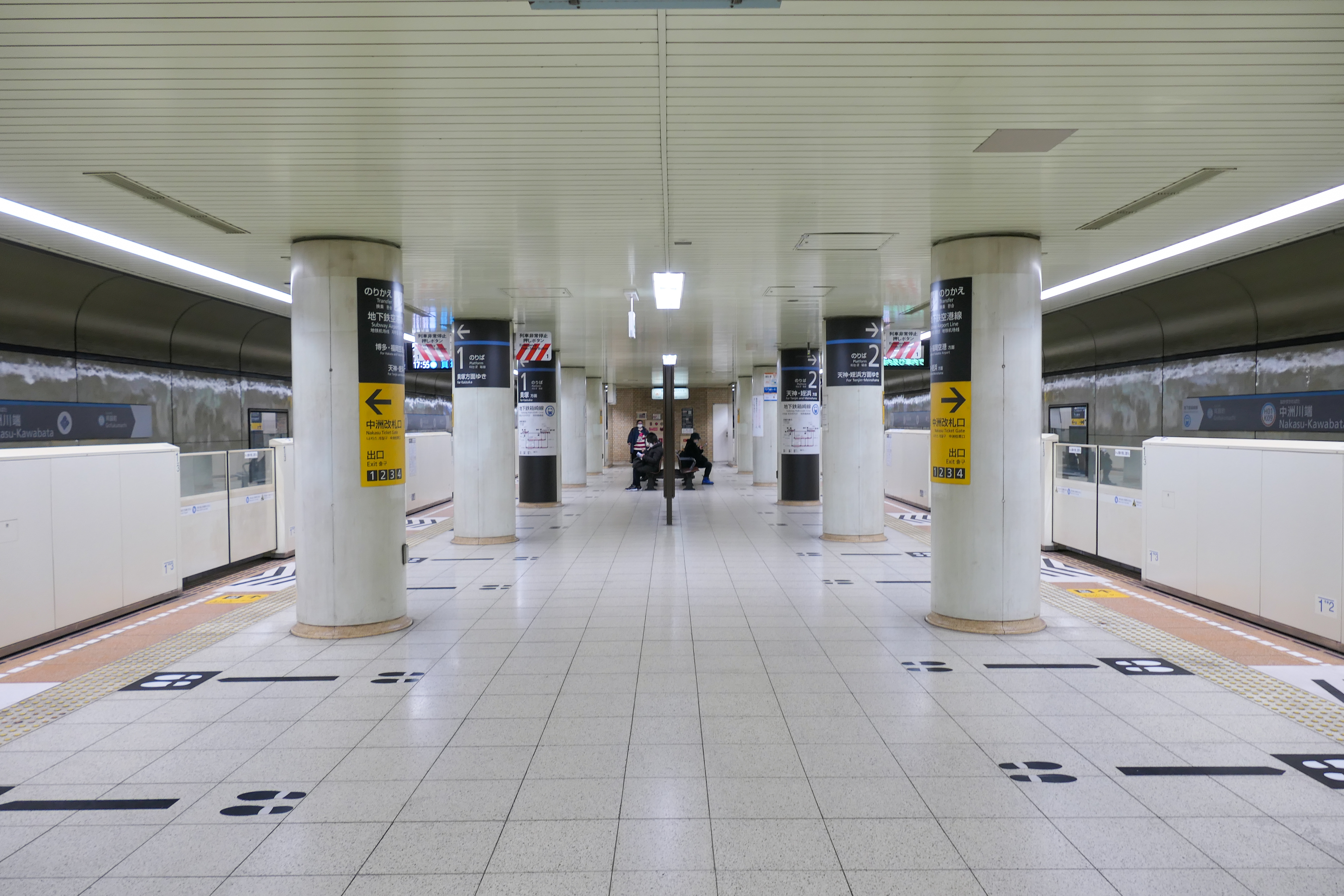
1・2番線ホーム（2022年12月）
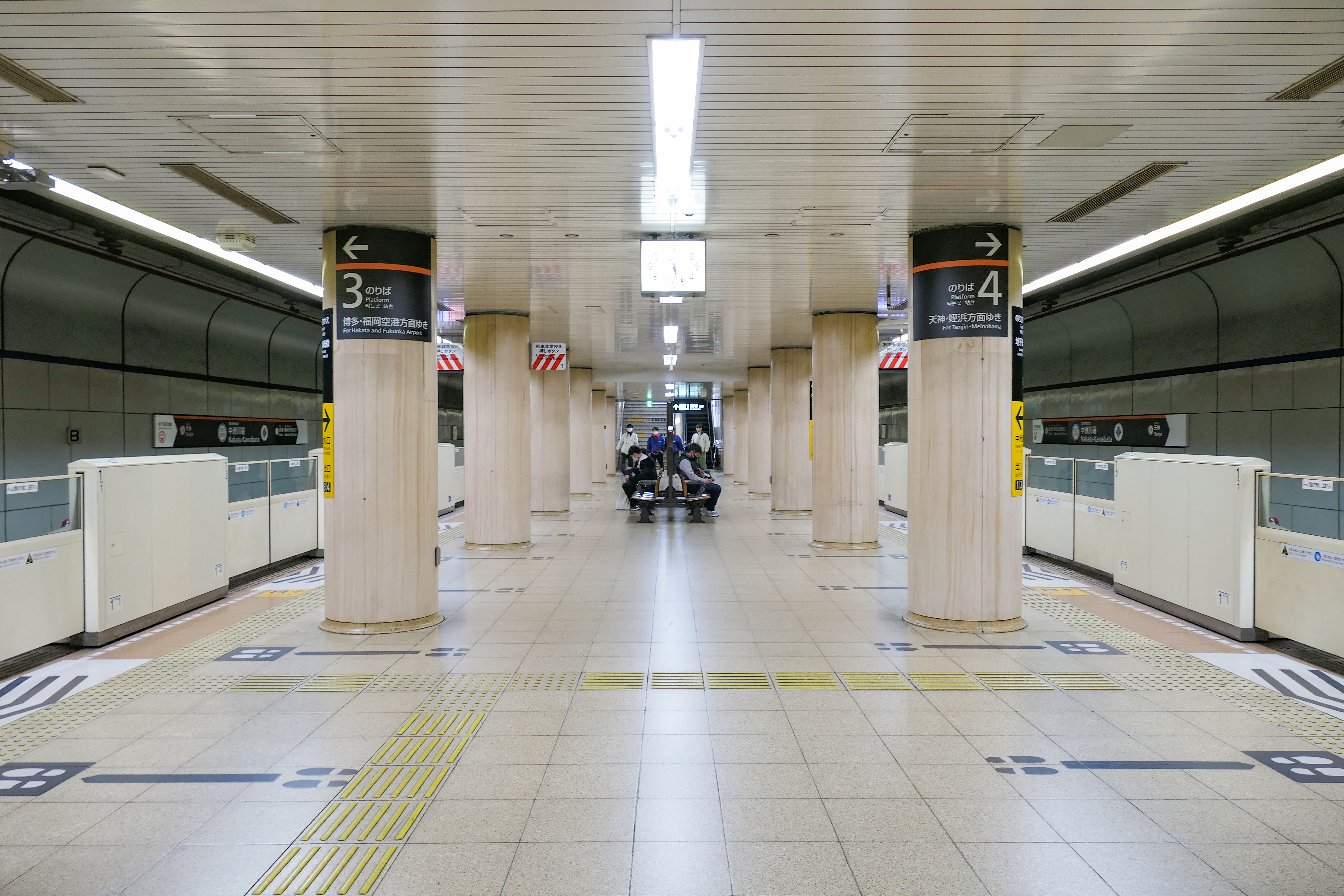
3・4番線ホーム（2022年12月）
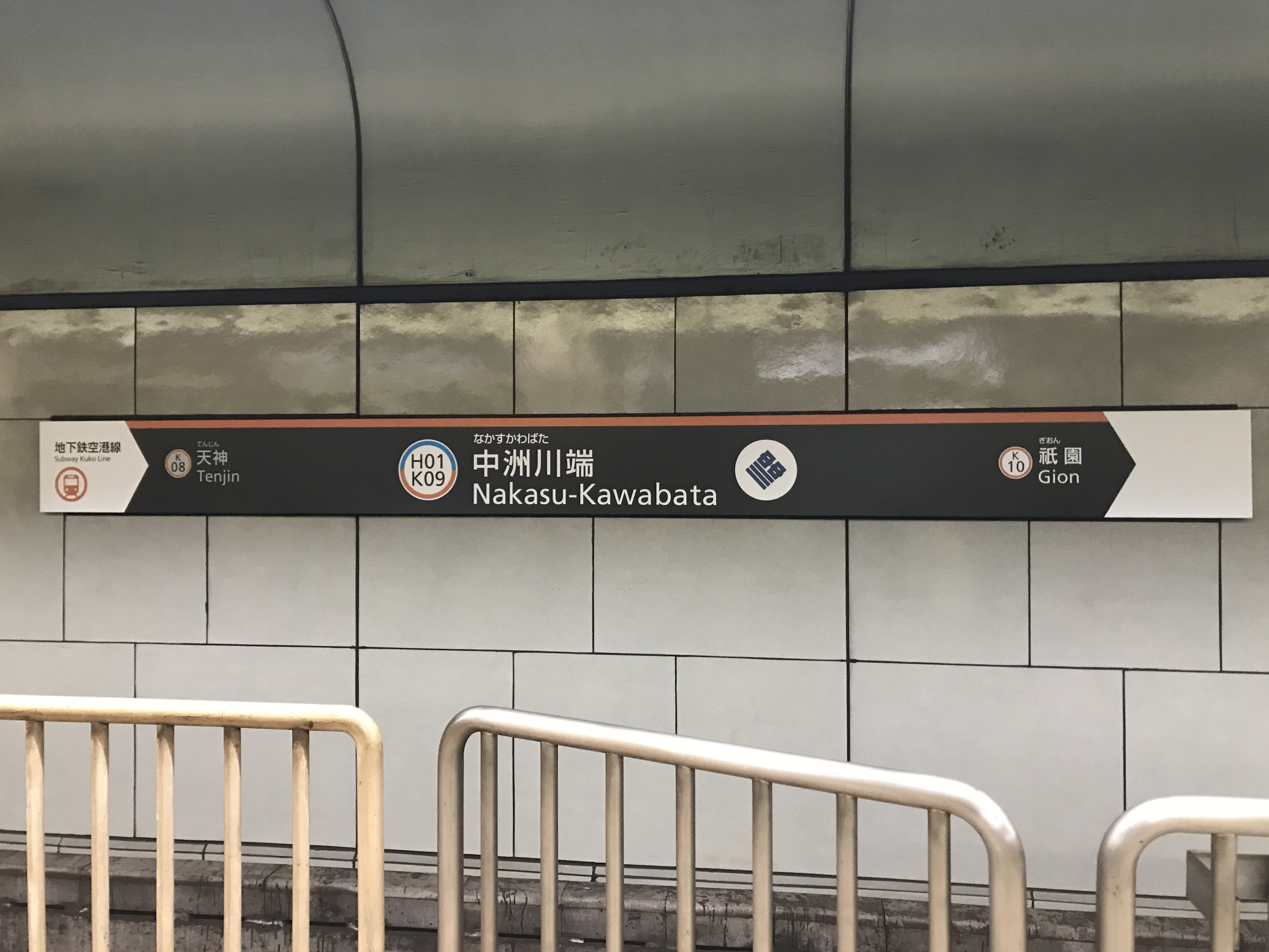
駅名標（2018年5月）

## 利用状況
2023年度の1日平均乗車人員は17,213人である。このうち、空港線の1日平均乗車人員は14,920人、箱崎線の1日平均乗車人員は2,293人であり、箱崎線のみの乗車人員は同線内で最も少ない。
近年の1日平均乗車人員の推移は下表のとおりである。
| 年度               | 空港線 | 箱崎線 | 合計   |
| ------------------ | ------ | ------ | ------ |
| 2001年（平成13年） | 9,720  | 1,254  | 10,974 |
| 2002年（平成14年） | 9,388  | 1,232  | 10,620 |
| 2003年（平成15年） | 9,428  | 1,231  | 10,659 |
| 2004年（平成16年） | 9,061  | 1,219  | 10,280 |
| 2005年（平成17年） | 8,884  | 1,160  | 10,044 |
| 2006年（平成18年） | 9,626  | 1,211  | 10,837 |
| 2007年（平成19年） | 9,810  | 1,230  | 11,040 |
| 2008年（平成20年） | 10,381 | 1,368  | 11,749 |
| 2009年（平成21年） | 10,272 | 1,404  | 11,676 |
| 2010年（平成22年） | 10,442 | 1,443  | 11,885 |
| 2011年（平成23年） | 10,934 | 1,485  | 12,419 |
| 2012年（平成24年） | 11,470 | 1,569  | 13,039 |
| 2013年（平成25年） | 12,677 | 1,699  | 14,376 |
| 2014年（平成26年） | 13,652 | 1,797  | 15,449 |
| 2015年（平成27年） | 14,168 | 1,908  | 16,076 |
| 2016年（平成28年） | 14,331 | 2,050  | 16,381 |
| 2017年（平成29年） | 14,848 | 2,164  | 17,012 |
| 2018年（平成30年） | 15,390 | 2,289  | 17,679 |
| 2019年（令和元年） | 15,586 | 2,429  | 18,015 |
| 2020年（令和02年） | 8,684  | 1,583  | 10,267 |
| 2021年（令和03年） | 9,921  | 1,708  | 11,629 |
| 2022年（令和04年） | 13,081 | 2,036  | 15,117 |
| 2023年（令和05年） | 14,920 | 2,293  | 17,213 |

## 駅周辺
繁華街・歓楽街を形成している。
- 櫛田神社前駅 - 福岡市地下鉄七隈線の駅
- 櫛田神社
- 中洲
- 福岡国際センター
- 川端通商店街
- 大洋映画劇場
- 川上音二郎銅像
- キャナルシティ博多
  - グランドハイアット福岡
  - 福岡県赤十字血液センター（献血ルーム・キャナルシティ）
- 博多リバレイン
  - ホテルオークラ福岡
  - 博多座
  - 博多リバレインホール
  - 福岡アジア美術館
  - 博多リバレインモール
  - 西日本シティ銀行博多支店
- gate's （ゲイツ）
  - JRA有料制場外勝馬投票券発売所エクセル博多
  - 競輪会員制場外車券売場サテライト中洲
  - ドン・キホーテ 中洲店
- 博多川
- 福岡銀行博多支店
- 冷泉公園
- 旧冷泉小学校
- 西鉄イン福岡
- 西鉄バス「川端町・博多座前」「東中洲」停留所

## 隣の駅
福岡市交通局
 空港線
天神駅 (K08) - 中洲川端駅 (K09) - 祇園駅 (K10)
 箱崎線
天神駅（空港線） - 中洲川端駅 (H01) - 呉服町駅 (H02)